# Calvin Kleemann

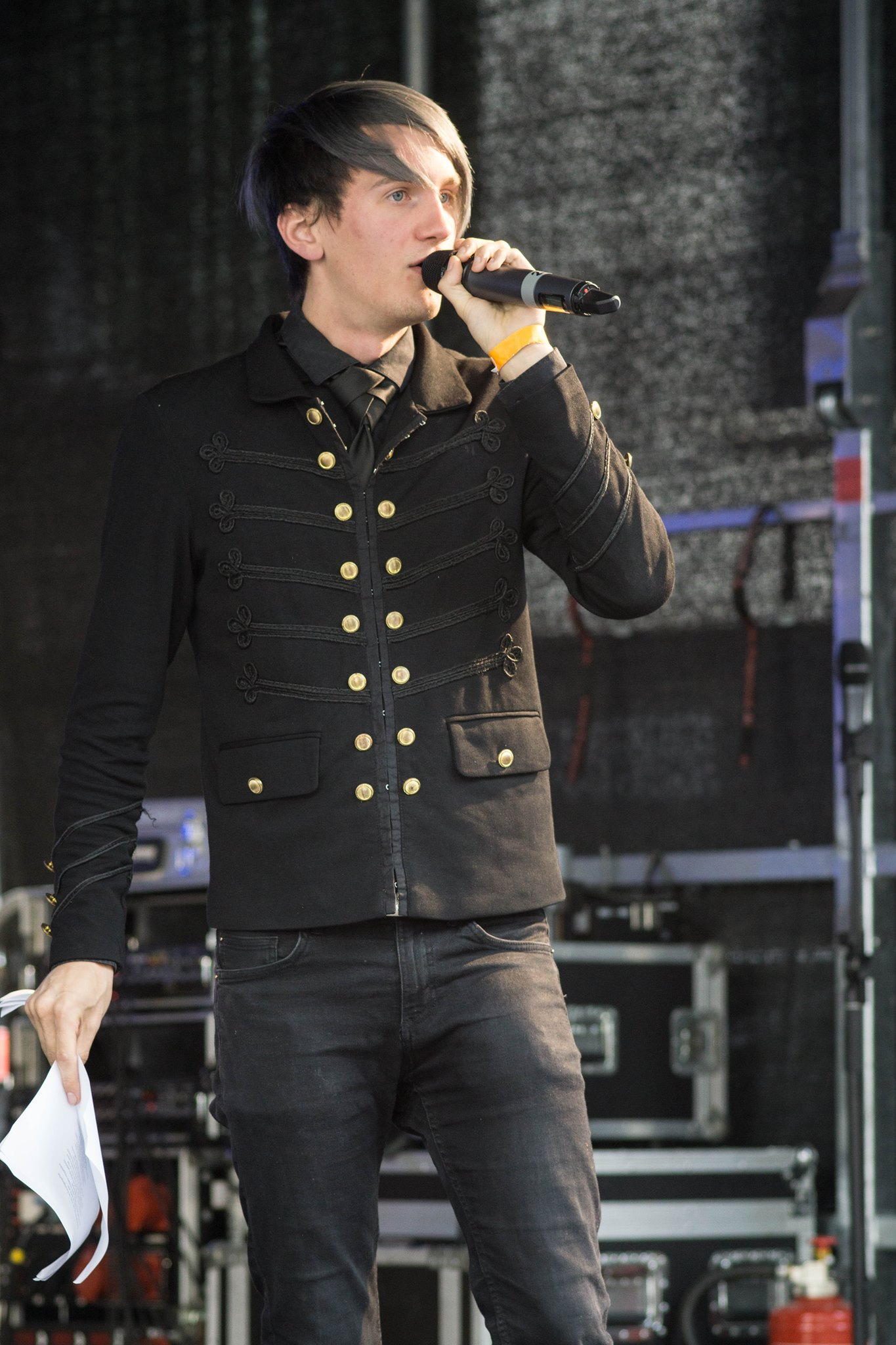
Kleemann auf dem "Bochum Total"-Festival 2016

Calvin Kleemann (* 31. Januar 1993 in Dortmund) ist ein deutscher Buchautor, Lyriker, Performancekünstler und Veranstalter.

## Leben und Werk
Kleemann besuchte das Heisenberg-Gymnasium in Dortmund und schloss dort sein Abitur ab. Seit 2009 ist er als Lyriker auf deutschen Lesebühnen, Poetry Slams, Konzerten und Lesungen präsent.
Im Jahr 2011 debütierte er mit seinem ersten Lyrikband Lebenswerke, der im WFB-Verlag-Lübeck erschien. Im Jahr 2013 erschien der Nachfolger Von Eiben und Linden. Nach der Veröffentlichung von Von Eiben und Linden beendete Kleemann die Zusammenarbeit mit dem Verlag und veröffentlichte 2015 Die graue Flut als Selbstpublikation. Seit 2016 steht Kleemann bei dem Berliner Verlag Periplaneta unter Vertrag, in dem 2017 sein Lyrikband Der Funke schweigt wenn Feuer träumt – Der Stellaris Zyklus erschien. 2019 folgte die Fortsetzung Sumpfblüte, mit der Kleemann seinen 2015 begonnenen Gedichtzyklus um die graue Flut abschloss. 2022 bis 2023 war Kleemann Vorstandsmitglied im Verband deutscher Schriftstellerinnen und Schriftsteller (Landesverband NRW).
Kleemann lebt und wirkt in Dortmund.

## Schriften (Auswahl)
- Lebenswerke. WFB-Verlagsgruppe, Lübeck 2011
- Von Eiben und Linden. WFB-Verlagsgruppe, Lübeck 2013, ISBN 978-3-86672-067-1.
- Die graue Flut. Epubli, 2015, ISBN 978-3737539517.
- Der Funke schweigt wenn Feuer träumt – Der Stellaris Zyklus. Periplaneta, Berlin 2017, ISBN 978-3-95996-049-6.
- Sumpfblüte. Periplaneta, Berlin 2019, ISBN 978-3-95996-157-8.

## Belege
1. ↑  Anna Gellner: Junger Lyriker will die Schönheit der Sprache pflegen. In: Westfälische Rundschau. 23. Juli 2013, abgerufen am 17. Februar 2019.
2. ↑  Lisa: Pure Poesie – Mit Calvin Kleemann auf Seelenreise. In: kultürlich. 2. Februar 2014, abgerufen am 17. Februar 2019.
3. ↑  Lesung am Montag: Calvin Kleemann "Sumpfblüte" - Nachrichten - Stadt- und Landesbibliothek - Bildung & Wissenschaft - Leben in Dortmund - Stadtportal dortmund.de. Abgerufen am 31. Oktober 2021.
4. ↑  VS-NRW | Vorstand. Abgerufen am 5. Oktober 2022 (deutsch).

| Personendaten    | Personendaten                                                      |
| ---------------- | ------------------------------------------------------------------ |
| NAME             | Kleemann, Calvin                                                   |
| KURZBESCHREIBUNG | deutscher Buchautor, Lyriker, Performancekünstler und Veranstalter |
| GEBURTSDATUM     | 31. Januar 1993                                                    |
| GEBURTSORT       | Dortmund                                                           |